# Paolo Malatesta
Paolo Malatesta, llamado el Bello (aprox. 1246 - 1285), fue un político italiano, hijo de Malatesta da Verucchio (el dantesco "Mastin Vecchio") y fundador de la rama de los Malatesta de Giaggiolo (o Ghiaggiolo).

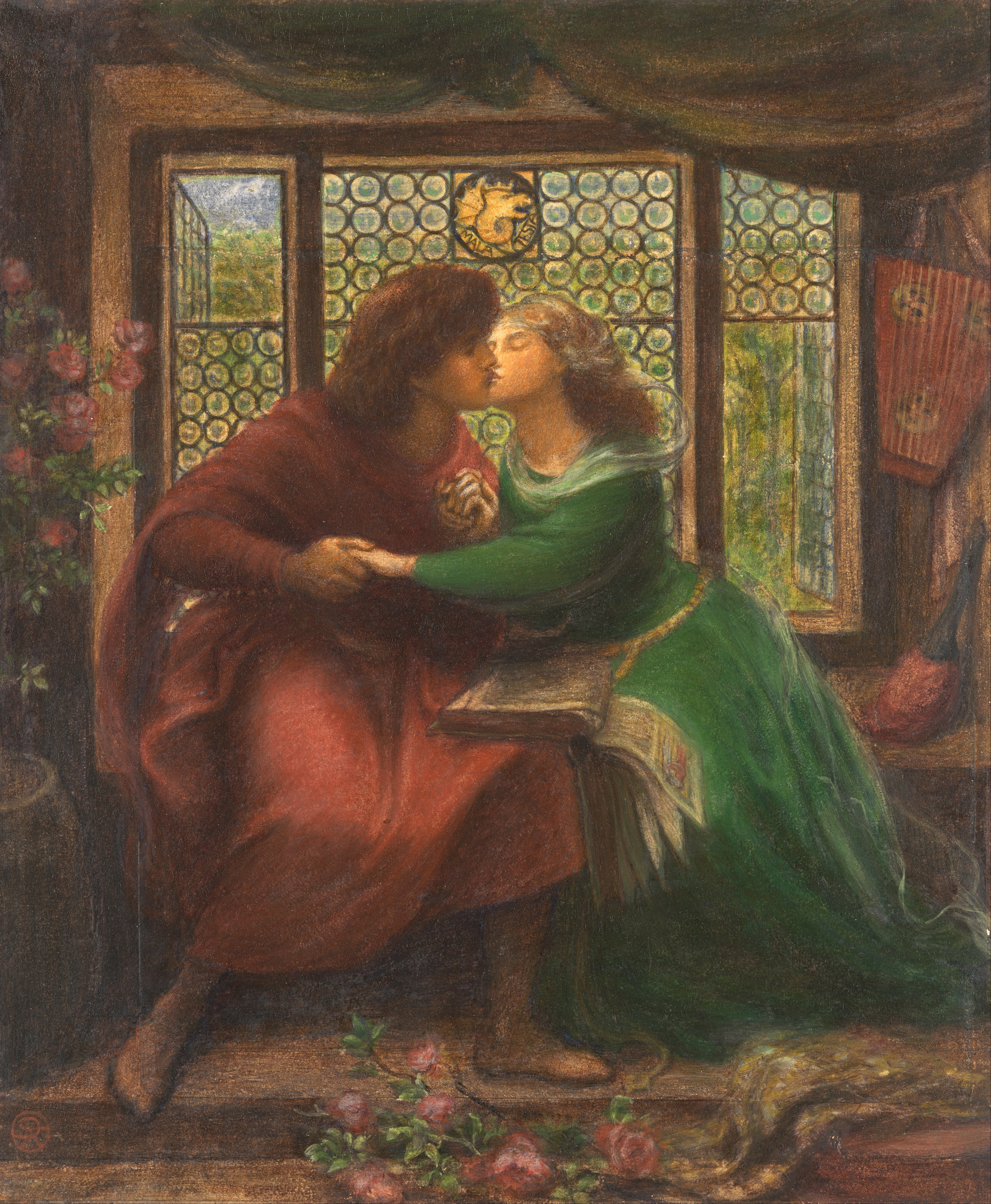
Paolo and Francesca da Rimini, de Dante Gabriel Rossetti, obra de 1867.

Se puede situar su nacimiento entre el 1246 y el 1248. La familia de Paolo fue la fundadora de la estirpe de los Malatesta, señores de Rímini. Tenía dos hermanos: Giovanni (llamado Gianciotto derivado de 'Gianne lo sciancato', es decir, 'Juan el cojo') y Malatestino Malatesta, y una hermana, Maddalena.
Paolo se casó en el 1269 con Orabile Beatrice, la última heredera de los condes de Giaggiolo, un feudo situado en el Apenino forlivese, que estaba sin herederos masculinos. La casa de los Giaggiolo estaba aliada con la de Montefeltro (ambos gibelinos), en cambio los güelfos Malatesta eran enemigos, por esto el matrimonio fue seguramente el fruto de elecciones políticas.

De esa unión nació un hijo varón Uberto, que llevó el título de conde, y una hija, Margherita. Paolo fue así el fundador de la estirpe de los Malatesta de Giaggiolo.
Tradicionalmente Paolo fue retratado como una figura romántica, poco inclinado a las cuestiones de poder, más bien a la cultura y a los placeres de la vida. Recientes investigaciones revelan en cambio un joven muy atento a la política e inmerso en los juegos de poder de la época.
Paolo siguió al padre en los episodios bélicos contra los gibelinos: en el 1265 junto a su padre combatió contra Guido da Montefeltro y, en el mismo año, se peleó contra los Traversari junto a Guido da Polenta.
Sus dotes diplomáticas lo llevaron a ser elegido por el papa Martín IV como capitán del pueblo de Florencia en marzo del 1282. Aquí probablemente Dante tuvo la oportunidad de conocerlo. Con su regreso a Rímini, su promisoria carrera, apenas iniciada, fue interrumpida por su trágica muerte: Paolo fue de hecho asesinado por su hermano Gianciotto junto a su cuñada Francesca, esposa de Gianciotto. El hecho sucedió probablemente entre febrero de 1283 (regreso de Paolo a Rímini) y el 1284.

La historia está contada en un memorable pasaje del Infierno (Canto V). Dante cuenta que Paolo era el amante de la esposa de su hermano Gianciotto.